# Ferdinand Hurter

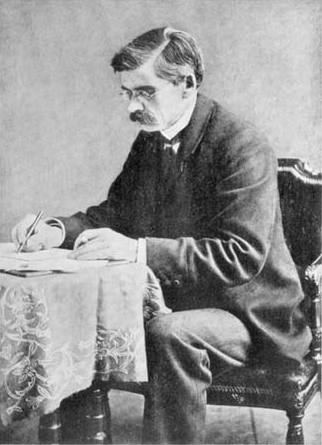
Ferdinand Hurter

Ferdinand Hurter (* 16. März 1844 in Schaffhausen; † 5. März 1898 in Widnes) war ein Schweizer Chemiker und Fotografietheoretiker.

## Leben
Hurter war ein Sohn des Kunstbuchbinders Tobias Hurter und dessen Frau Johanna, geb. Öchslin. Er wuchs in Schaffhausen auf, ging dort zur Schule und ab 1860 in Winterthur zur Lehre in der Stofffärberei Jänike. Er studierte Chemie am Polytechnikum in Zürich und promovierte in Heidelberg. 1867 zog Hurter nach England und lernte bei Gaskell Deacon & Company (später Imperial Chemical Industries) in Widnes den Ingenieur Vero Charles Driffield (1848–1915) kennen. Er war Spezialist des Leblanc-Verfahrens zur Herstellung von Soda und entwickelte mit Henry Deacon das Verfahren zur Herstellung von Chlorgas. 1886 wurde er Direktor der Imperial Chemical Industries Ltd. Mond Division.
1871 heiratete Hurter Hannah Garnett aus Appleton in England.

## Werk
Hurter und Driffield entwickelten zusammen die Sensitometrie und die Densitometrie. 1890 veröffentlichten sie im »Journal of the Society of Chemical Industry« ihre Erkenntnis, dass eine fotografische Schicht umso schwärzer wird, je mehr Licht auf sie einwirkt. Diese Theorie und ihre grafische Darstellung in der Schwärzungskurve (auch Dichtekurve oder Hurter–Driffield-Kurve) vereinfachten in der Folge das Fotografieren erheblich. Ein berühmt gewordener Ausspruch von ihm lautet: „Das Schaffen eines perfekten fotografischen Bildes ist Kunst, das Schaffen eines perfekten Negativs ist Wissenschaft.“